# 圣克雷阿克
圣克雷阿克（法語：Saint-Créac，法語發音：[sɛ̃ kʁeak]）是法国上比利牛斯省的一个市镇，属于阿热莱斯加佐斯特区。

## 地理
圣克雷阿克（43°3'32"N, 0°1'30"W）面积2.2 平方千米，位于法国奧克西塔尼大區上比利牛斯省，该省份为法国西南部内陆省份，北至热尔省，西接大西洋比利牛斯省，南与西班牙接壤，东临上加龙省。
与圣克雷阿克接壤的市镇（或旧市镇、城区）包括：盧爾德、阿尔蒂格、贝尔贝吕斯特-利亚斯、热尔、雅雷、然卡拉斯、吕加尼昂、乌斯泰。

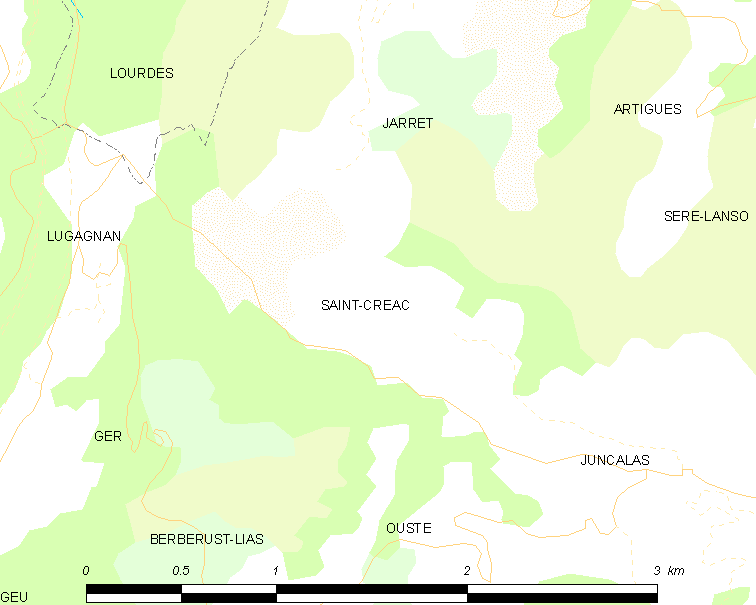
圣克雷阿克的OSM定位图

圣克雷阿克的时区为UTC+01:00、UTC+02:00（夏令时）。

## 行政
圣克雷阿克的邮政编码为65100，INSEE市镇编码为65386。

## 政治
圣克雷阿克所属的省级选区为卢尔德第二县。

## 人口

1962-2008年间圣克雷阿克人口变化图示

圣克雷阿克于2022年1月1日时的人口数量为102人。